# Tarasky
Tarasky (ukr. Тараски) – wieś na Ukrainie, w obwodzie winnickim, w rejonie chmielnickim. W 2001 liczyła 528 mieszkańców, wśród których 525 wskazało jako język ojczysty ukraiński, a 3 rosyjski.